# Yanghu, Yingshang
Yanghu (kinesiska: 杨湖) är en köping i östra Kina. Den ligger i Yingshang härad i staden Fuyang i provinsen Anhui, omkring 110 kilometer nordväst om provinshuvudstaden Hefei. Antalet invånare är 33256. Befolkningen består av 16 422 kvinnor och 16 834 män. Barn under 15 år utgör 23,0 %, vuxna 15-64 år 64 %, och äldre över 65 år 12,0 %.